# Antonio Spadaro
Antonio Spadaro SJ (ur. 6 lipca 1966 w Mesynie) – włoski duchowny katolicki, eseista, redaktor naczelny La Civiltà Cattolica, podsekretarz Dykasterii ds. Kultury i Edukacji.

## Życiorys
21 grudnia 1996 otrzymał święcenia kapłańskie w Towarzystwie Jezusowym. Uzyskał doktorat z teologii na Papieskim Uniwersytecie Gregoriańskim.
6 września 2011 został wybrany redaktorem naczelnym pisma La Civiltà Cattolica. Jest konsultorem Papieskiej Rady ds. Kultury.
14 września 2023 został mianowany podsekretarzem Dykasterii ds. Kultury i Edukacji.